# Marienpark Berlin
Der Marienpark Berlin ist ein im südlichen Berliner Bezirk Tempelhof-Schöneberg (Ortsteil Mariendorf) gelegener, aktuell rund 360.000 m² (vor dem Verkauf von Teilflächen, rund 38,5 Hektar) großer Gewerbepark. Er ist Teil des früheren Gaswerks Mariendorf und wird seit 2013 von der BMDF Gewerbepark Berlin-Mariendorf GmbH & Co. KG entwickelt. Neben der US-amerikanischen Craft-Beer-Brauerei Stone Brewing (seit Mai 2019 übernommen von der schottischen Gruppe BrewDog, s. u.) befinden sich weitere Nutzer aus den Branchen Handwerk, Produktion und Logistik auf dem Gelände.

## Bebauung des Marienparks
Der Marienpark Berlin wurde im Jahr 2013 von der BMDF Gewerbepark Berlin-Mariendorf GmbH & Co. KG erworben. Seitdem entwickelt die Gesellschaft das frühere Gelände des Gaswerks Berlin-Mariendorf. Neben dem denkmalgeschützten Altbaubestand sind weitere Landmarken wie der Gasometer Mariendorf, der Hafen Mariendorf, der Alte und Neue Wasserturm und Berlins größte Freiflächen-Photovoltaikanlage Bestandteil des Marienparks.

### Altbauten
Das Gelände besteht aus einem denkmalgeschützten Altbaubereich, in dem sich die meisten der ca. 25 Bestandsgebäude befinden. Bis auf einige kleinere Gebäude wurden die Altbauten, teilweise mit aufwendigen Dach- und Giebelkonstruktionen, um 1900 errichtet. Wurden die Gebäude zu Zeiten des Gaswerksbetriebs beispielsweise als Werkstätten genutzt, so erfolgte in den 2010er Jahren eine Umnutzung, die u. a. kleine und mittelständische Unternehmen aus der Lebensmittelfertigung anspricht.

### Gasometer Mariendorf

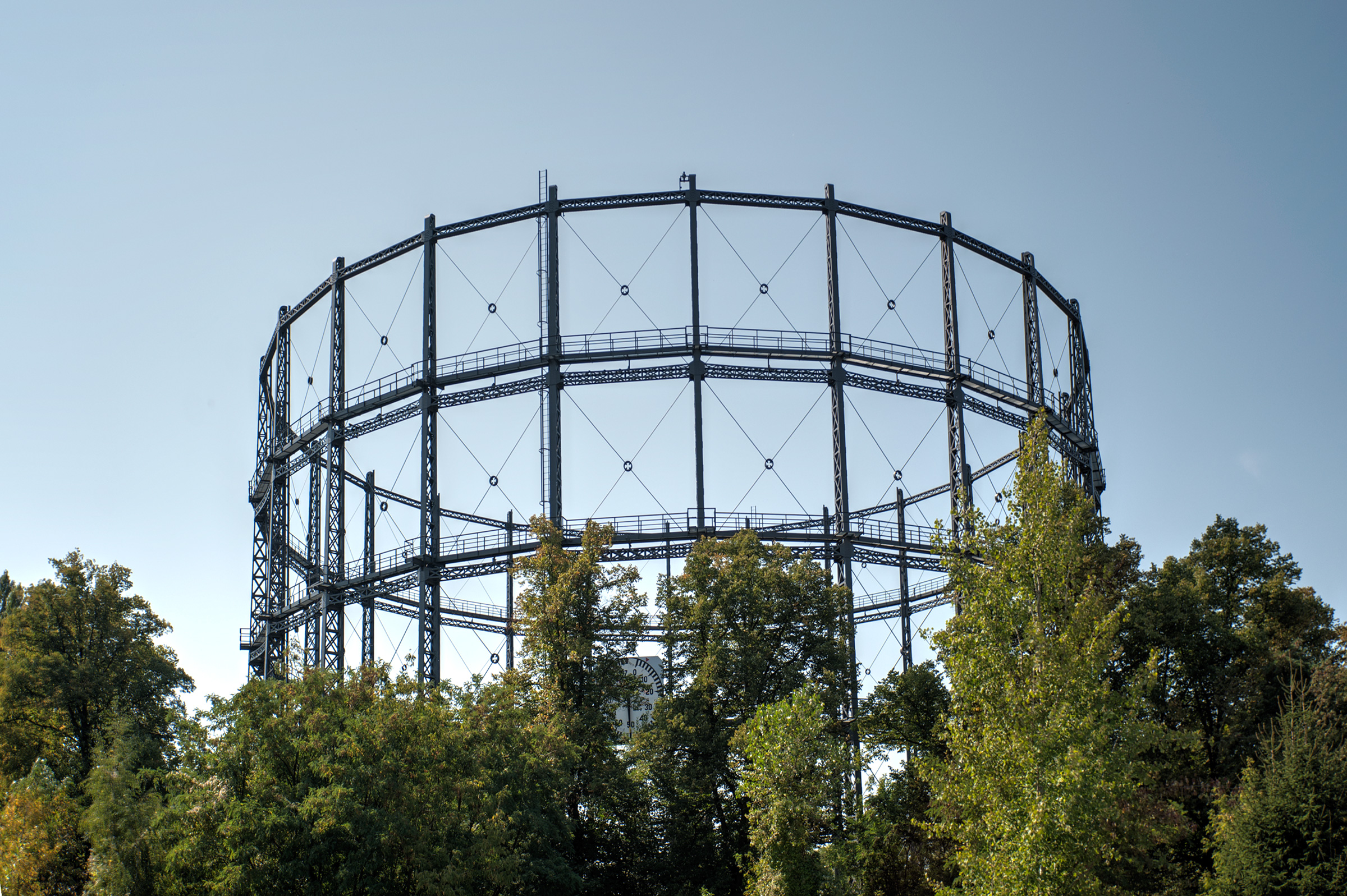
Gerüst des Gasometer

Der Gasometer Mariendorf (ugs.) liegt am südlichen Rand des Marienparks und ist einer von ursprünglich zwei errichteten Führungsgerüsten für Gasbehälter auf dem Gelände des früheren Gaswerks Mariendorf. Er wurde zwischen 1901 und 1902 errichtet und hatte ein Fassungsvermögen von 108.000 m³. Der zweite Gasometer, der die Rückbauarbeiten durch die GASAG nicht überstanden hat, besaß ein Fassungsvermögen von 150.000 m³. Erstmals wurde der Gasometer Mariendorf zu Beginn der 1890er Jahre in Wien aufgebaut. Zum Ende des 19. Jahrhunderts wurde er dort nicht länger gebraucht, sodass die Imperial Continental Gas Association (ICGA) als Eigentümerin das Führungsgerüst nach Mariendorf verlegte.
Der Gasometer Mariendorf steht unter Denkmalschutz und wurde zwischen 2012 und 2014 für rund drei Millionen Euro saniert.

### Kugelgasbehälter Mariendorf
Zur Speicherung des Gases wurden im Jahr 1968 zusätzlich zu den beiden Gasometern zwei Hochdruck-Kugelgasbehälter errichtet. Das Fassungsvermögen der beiden Kugelgasbehälter betrug je 16.500 m³. Mit Stilllegung des Gaswerks wurden auch die beiden Gasbehälter stillgelegt. Derzeit sind die Kugelgasbehälter ungenutzt.

### Hafen Mariendorf

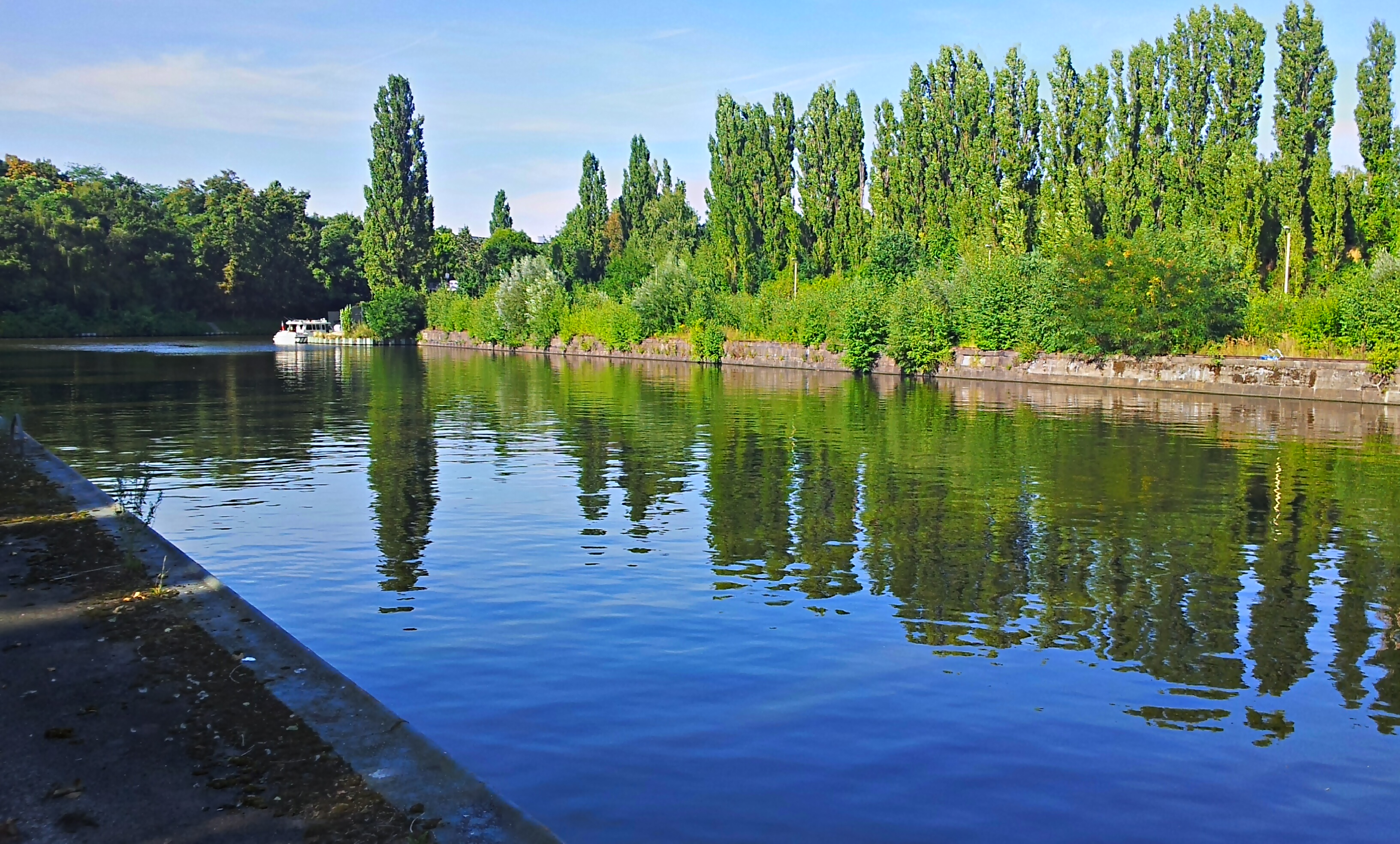
Das Becken des Hafens Mariendorf

Der Hafen Mariendorf liegt am nördlichen Rand des Marienparks und bietet Zugang zum Teltowkanal, der die Spree-Oder-Wasserstraße mit der Unteren Havel-Wasserstraße verbindet. Zu Zeiten des Gaswerkbetriebs wurde im Hafen u. a. Kohle und Heizöl gelöscht. Nach der Stilllegung des Gaswerks im Jahr 1996 ist der Hafen derzeit ungenutzt.

### Alter und Neuer Wasserturm

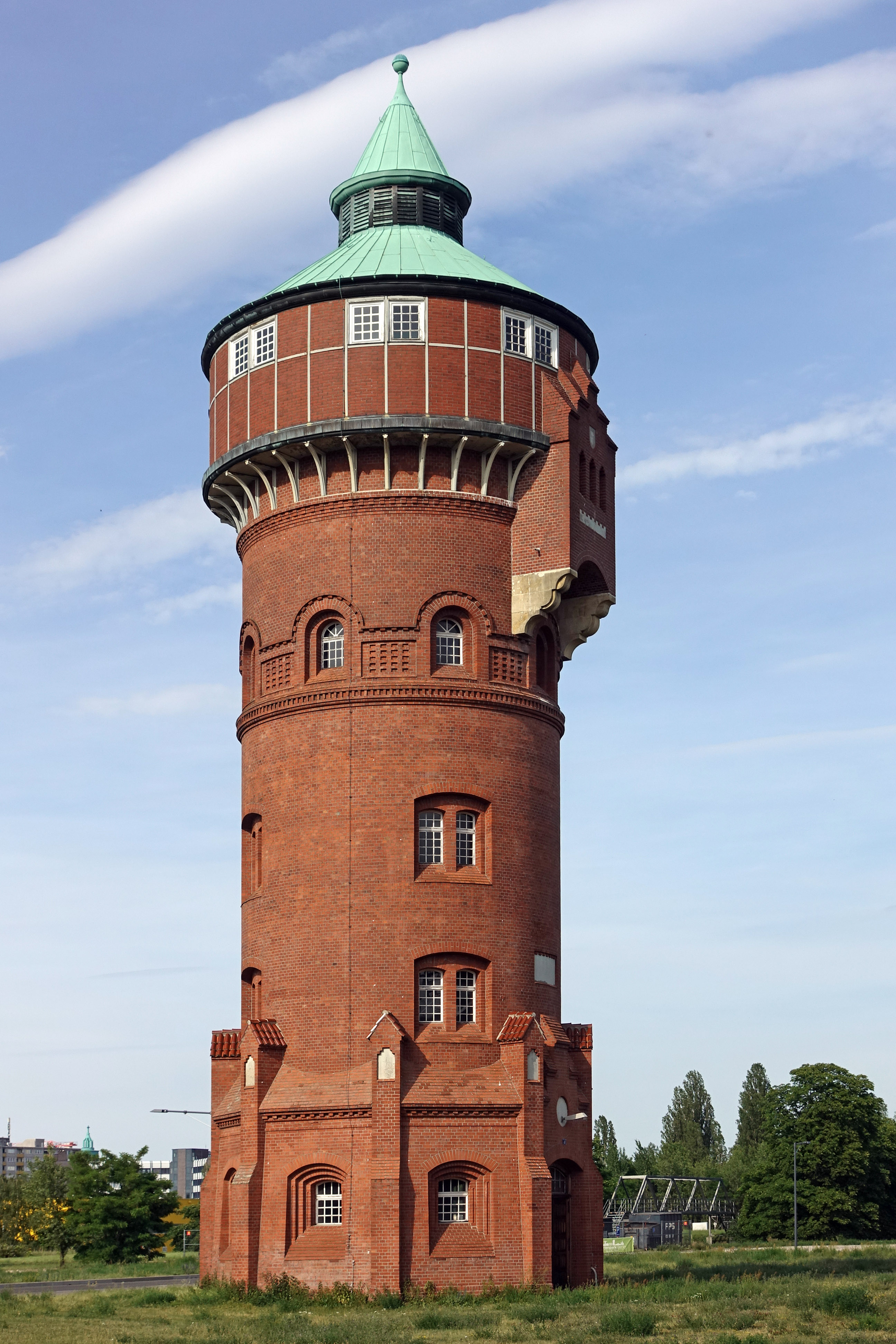
Alter Wasserturm

Neben den Altbauten, dem Gasometer und den beiden Kugelgasbehältern sind der Alte und der Neue Wasserturm architektonische Landmarken auf dem Gelände. Das Gebäude steht unter Denkmalschutz. Der Alte Wasserturm ist Teil des Altbaubestandes und wurde während der ersten Bauphase zwischen 1900 und 1901 erbaut. Das Bauwerk hat eine Höhe von rund 29 Metern. Der Neue Wasserturm wurde zur gleichen Zeit wie die Kugelgasbehälter errichtet. In dieser Phase – Ende 1960er bis Ende der 1970er Jahre – wurde das Gaswerk Mariendorf grundlegend modernisiert und die Gasproduktion umgestellt. Der Neue Wasserturm hat eine Höhe von rund 48 Metern.

### Photovoltaik-Freiflächenanlage
Im westlichen Gebiet des Marienparks waren auf rund 60.000 m² Grundstücksfläche Berlins größte Photovoltaik-Freiflächenanlagen angesiedelt. Die 7756 Solarmodule können bis zu zwei Megawatt Strom erzeugen. Betreiber der Anlage ist die frühere Eigentümerin des Geländes GASAG. Das Unternehmen betreibt die Anlage seit dem Jahr 2011 und investierte seinerzeit 4,3 Millionen Euro. Die Anlage wurde 2023 zurückgebaut.

### Aktuelle Entwicklungen im Marienpark
Im Juli 2014 wurde bekannt gegeben, dass Stone Brewing, eine Brauerei aus Kalifornien, ihre erste europäische Brauerei mit Restaurant und Biergarten im Marienpark eröffnen wird. Nach der Eröffnung der Brauerei Ende 2015 folgte im Herbst 2016 die Großgastronomie mit Platz für bis zu 1200 Gästen. Am 1. Mai 2019 wurden Brauerei und Gaststätte von der schottischen Gruppe BrewDog übernommen.
Im August 2015 wurde bekannt gegeben, dass das Berliner Unternehmen Dörrwerk seinen Standort von Kreuzberg in den Marienpark verlegt.
Das Deutsch-Amerikanische Volksfest fand vom 21. Juli bis 13. August 2017 einmal im Marienpark statt. Das Volksfest war mit einem Shuttle-Bus vom U-Bahnhof Alt-Mariendorf erreichbar. Auf dem betreffenden Gelände wird seit 2018 ein Rechenzentrum von NTT Data errichtet. Auch der britische Rechenzentrumsbetreiber VIRTUS Data Centres beabsichtigt, ein Rechenzentrum mit einer Energieaufnahme von 90 MVA zu errichten.
Zur besseren Anbindung des Gewerbegebiets soll ein neuer Haltepunkt der S-Bahn am Kamenzer Damm errichtet werden.

### Ebenfalls ansässig im Marienpark
- Maass Transporte GmbH (seit 2007)
- Histronic Motormanagement Systeme GmbH (seit 2009)
- Mary’s Nap (seit 2015) – Produktion von Luxus-Hundeartikeln und Accessoires
- Wallenstein Backmanufaktur (seit 2017) – Produktion und Werksverkauf von Backwaren und Feingebäck
- Sagers Kaffeerösterei (seit 2017) – Kaffeerösterei / Produktion
- Légère Reads (seit 2017) – Produktion von hochwertigen Mundstücken für Instrumente
- Bauhaus Erde gGmbH (seit 2022) – Initiative für eine Bauwende von Hans Joachim Schellnhuber

### Nachbarschaft
- Mariendorfer-Hafen-Weg und Mariendorfer-Hafen-Steg[14] – (Benennung des öffentlichen Weges und der Brücke erfolgte 2016) öffentlicher Weg für Fußgänger und Fahrradfahrer, dieser verbindet den S-Bahnhof Attilastraße mit der Lankwitzer Straße und dem Gelände des Marienpark Berlin
- Schindler Aufzüge (seit 1964) – Umbau zum Schindler Campus bis 2020[15]
- die Rewe Group (ab 2004: Kaiser’s Tengelmann, seit 2017 Rewe Group)
- Küchen Aktuell (seit 2008)
- Deutsche Post DHL (seit 2015) – im April 2015 fand das Richtfest für eine neugebaute mechanisierte Zustellbasis statt.[16][17] Dieses Grundstück wurde verkauft und gehört nicht mehr zum Marienpark Berlin.
- Rahaus Home